# Великодмитрівська волость
Великодмитрівська волость — історична адміністративно-територіальна одиниця Київського повіту Київської губернії.
Станом на 1886 рік складалася з 6 поселень, 6 сільських громад. Населення — 5383 особи (2712 чоловічої статі та 2671 — жіночої), 595 дворових господарства.
|                     | Площа, десятин | У тому числі орної, дес. |
| ------------------- | -------------- | ------------------------ |
| Сільських громад    | 8212           | 3887                     |
| Приватної власності | 148            | 42                       |
| Казенної власності  | 4235           | —                        |
| Іншої власності     | 382            | 132                      |
| Загалом             | 12977          | 4061                     |

Основні поселення волості:
- Великі Дмитровичі — колишнє державне село при річці Тихані за 30 верст від повітового міста, 1393 особи, 152 двори, православна церква, постоялий будинок, 2 лавки.
- Козин — колишній державний хутір при озері Козині, 469 осіб, 64 двори, постоялий двір, 2 постоялих будинки, 2 лавки.
- Креничі - село в двох верстах від Підгорець між горами з багатьма ключами або криницями, що утворюють слабкий струмочок. Місцезнаходження впливає на розвиток бджільництва, яким деякі жителі і займаються. Жителів обох статей 276. Церква Покровська, дерев'яна, 7-го класу; землі має вказану пропорцію; побудована в 1761 році ігуменею Богословського дівочого монастиря Ксанфією Протанською. в 1850 році вона перебудована за рахунок скарбниці, а дзвіниця побудована нова.
- Малі Дмитровичі — колишнє державне село при річці Тихані, 557 осіб, 54 двори, православна церква, постоялий будинок.
- Нові Безрадичі — колишнє державне село при річці Стугна, 529 осіб, 64 двори, православна церква, постоялий будинок.
- Підгірці — колишнє державне село, 1216 осіб, 146 дворів, православна церква, школа, 2 постоялих будинки.
- Старі Безрадичі — колишнє державне село при річці Стугна, 1039 осіб, 115 дворів, постоялий будинок, лавка.

## Додаткова література
- Сказания о населенных местностях Киевской губернии или статистические, исторические и церковные заметки обо всех деревнях, селах, местечках и огородах, в пределах губернии находящихся / Собрал Л. Похилевич. — Біла Церква : видавець О. В. Пшонківський, 2005. — С. 31, 34. — ISBN 966-8545-15-Х. (рос.)